# 401 Otilija
401 Otilija (mednarodno ime je 401 Ottilia) je asteroid v zunanjem delu asteroidnem pasu. 

## Odkritje
Asteroid je odkril nemški astronom Max Wolf ( 1863 – 1932) 16. marca 1895 v Heidelbergu, Nemčija. Imenuje se po Otiliji iz nemške folklore.

## Lastnosti
Asteroid Otilija obkroži Sonce v 6,12 letih. Njegova tirnica ima izsrednost 0,0391, nagnjena pa je za 5,971° proti ekliptiki. Njegov premer je 99,12 .